# Bành Oánh Ngọc
Bành Oánh Ngọc (chữ Hán: 彭莹玉, ? – 1353), còn có tên là Bành Dực, Bành Quốc Ngọc, Bành Minh, xước hiệu là Bành Tổ, Bành hòa thượng, người Viên Châu , thủ lĩnh đầu tiên của phòng trào khởi nghĩa Khăn Đỏ ở phía nam Trường Giang phản kháng nhà Nguyên.

## Sự nghiệp

### Phù lập Chu Tử Vượng
Ông vốn là con nhà nông, khi còn trẻ được mẹ cho xuất gia làm tăng ở Nam Tuyền Sơn, Viên Châu, nên được gọi là Bành hòa thượng. Về sau Oánh Ngọc đổi theo Di Lặc giáo, đi lại khắp nơi, mượn danh nghĩa trị bệnh miễn phí mà truyền giáo, có tiếng là pháp thuật cao cường, nên được dân gian sùng kính như thần. Ông mượn danh nghĩa Bạch Liên giáo tổ chức nông dân, tuyên truyền các khẩu hiệu như "Di Lặc giáng sanh, làm chủ ở đời"...
Năm Chí Nguyên thứ 4 (1338), Oánh Ngọc cùng môn đồ Chu Tử Vượng lãnh đạo 5000 người khởi sự ở Viên Châu, trước ngực sau lưng vẽ chữ "Phật", cho rằng có chữ "Phật" thì đao thương không hại nổi. Ông phù Chu Tử Vượng xưng vương, đặt niên hiệu. Không lâu sau, khởi nghĩa thất bại, Tử Vượng bị giết, Oánh Ngọc chạy đi Hoài Tây. Dân Hoài nghe tin ông đến, tranh nhau che chở, quan viên ra lệnh lùng bắt nghiêm ngặt, vẫn không làm gì được. Oánh Ngọc ở Hoài Tây truyền giáo gần 10 năm, thu nạp môn đồ khắp khu vực Giang Hoài, được tôn xưng là "Bành Tổ", uy vọng trong dân gian cực cao.

### Phù lập Từ Thọ Huy
Tháng 5 năm Chí Chính thứ 11 (1351), Lưu Phúc Thông khởi nghĩa tại Dĩnh Châu. Tháng 8, Bành Oánh Ngọc liên hiệp với người Ma Thành là Trâu Phổ Thắng khởi sự tại Kỳ Châu , hưởng ứng Lưu Phúc Thông. Họ đánh chiếm Kỳ Thủy , kiến lập chính quyền, phù Từ Thọ Huy làm đế, đặt quốc hiệu là Thiên Hoàn, đặt ra Liên đài tỉnh (tương đương Trung thư tỉnh) để thống lãnh trăm quan, nhiệm chức Quân sư. Sau đó nghĩa quân đánh chiếm các nơi thuộc Hồ Quảng, Giang Tây.
Năm thứ 12 (1352), Oánh Ngọc cùng Hạng Phổ Lược đánh hạ Giang Châu , Nhiêu Châu , Tín Châu , được chính quyền Thiên Hoàn nhiệm mệnh làm Giang Nam hành tỉnh tham tri chính sự. Ít lâu sau ông rời An Huy, qua Tô Nam, đến Chiết Giang, lại ngoặc về An Huy, Giang Tây. Những nơi ông đến, quân Khăn Đỏ đều tỏ ra kỷ luật nghiêm minh, cướp giàu giúp nghèo, đánh phá giai cấp thống trị nhà Nguyên.
Tháng 11 năm thứ 13 (1353), quân Nguyên tiễu phạt, Kỳ Thủy thất thủ, Bành Oánh Ngọc tử trận, Trâu Phổ Thắng đưa Từ Thọ Huy đột vây. Có thuyết nói ông vào năm thứ 12 (1352) đánh hạ Huy Châu , Hàng Châu , bị tướng Nguyên là Đổng Đoàn Tiêu Chi đánh trả giết chết ở Hàng Châu.